# سد ذيكة
سد ذيكة هو سد يبلغ ارتفاعه 63 مترًا، وطوله عند القمة 458 مترًا، يقع على نهر ذيكة بالقرب من بلدة نداكيني الصغيرة، على بُعد 50 كيلومترًا شمال نيروبي في كينيا. تبلغ سعة الخزان 70 مليون متر مكعب، ويُستخدم لتوفير مياه الشرب، تتم معالجة المياه في محطة معالجة نغيثو. وقد ساهم السد في تحسين موثوقية إمدادات المياه إلى نيروبي، التي كانت تعاني من نقص المياه خلال موسم الجفاف قبل الانتهاء من بناء السد في عام 1994.
تم تمويل السد من قبل البنك الأفريقي للتنمية والبنك الدولي والبنك الأوروبي للاستثمار والحكومة الكينية. تأخر بناؤه بسبب صعوبات في الاستحواذ على الأراضي، مما أدى إلى تجاوز التكاليفأثناء البناء، تم تعديل تصميم السد للسماح له بتحمل فيضان بمعدل 1:10000 عام وتحسين سلامة السد.